# Otto Passman
Otto Ernest Passman, född 27 juni 1900 i Washington Parish i Louisiana, död 13 augusti 1988 i Monroe i Louisiana, var en amerikansk politiker (demokrat). Han var ledamot av USA:s representanthus 1947–1977.
Passman efterträdde 1947 Charles E. McKenzie som kongressledamot och efterträddes 1977 av Jerry Huckaby.